# قهرمانی تور
مسابقات قهرمانی تور (به انگلیسی: Tour Championship) یک تور گلف است که بخشی از تور PGA است که به لحاظ تاریخی یکی از رویدادهای نهایی فصل تور PGA بوده‌است.
پیش از سال ۲۰۰۷، حوزه آن منحصراً از ۳۰ رهبر برتر پول تشکیل می‌شد. با شروع از سال ۲۰۰۷، این آخرین رویداد چهار مرحله ای مسابقات فدرال اکسپرس بود که با توجه به امتیازات جام فدکس که در طول فصل جمع شده بود تعیین شد. حال مسابقات قهرمانی تور به جای اواسط سپتامبر در اواخر ماه اوت برگزار می‌شود. از سال ۱۹۸۷ تا ۱۹۹۶، دوره‌های مختلفی میزبان این رویداد بودند. از سال ۱۹۹۷، این رویداد از باشگاه گلف قهرمانان در هوستون به باشگاه گلف East Lake در آتلانتا جایگزین شد. از سال ۲۰۰۴ به بعد باشگاه East Lake (دریاچه شرقی) خانه دائمی این رویدادها شده‌است.

## ۱۹۸۷ تا ۲۰۰۶
از زمان آغاز به کار خود در سال ۱۹۸۷ تا ۲۰۰۶، ۳۰ برنده برتر تور PGA پس از آخرین رویداد به این مسابقات راه یافتند. این رویداد در اوایل ماه نوامبر، یک هفته پس از رویداد مشابه در اروپا برگزار شد. مسترهای ولوو(Volvo Masters) به بازیکنانی که هم در تور PGA و هم در تور اروپا عضویت دارند امکان بازی در هر دو رویداد پایان فصل را می‌دهد. بعد از مسابقات قهرمانی تور، لیست پول این فصل نهایی شد.
چندین رویداد اضافی بین مسابقات قهرمانی تور و کریسمس وجود داشت که توسط PGA Tour شناخته شد، اما جایزه برنده شده در آنها غیررسمی بود. همچنین، از آنجا که زمین این مسابقات به اندازه سایر مسابقات گلف نبود، هیچ برش ۳۶ حفره ای وجود نداشت، اما با این حال بازیکنانی که این رویداد را شروع کردند، اعتبار یافتند و مبلغی جایزه دریافت کردند.

## ۲۰۰۷ تا ۲۰۱۸

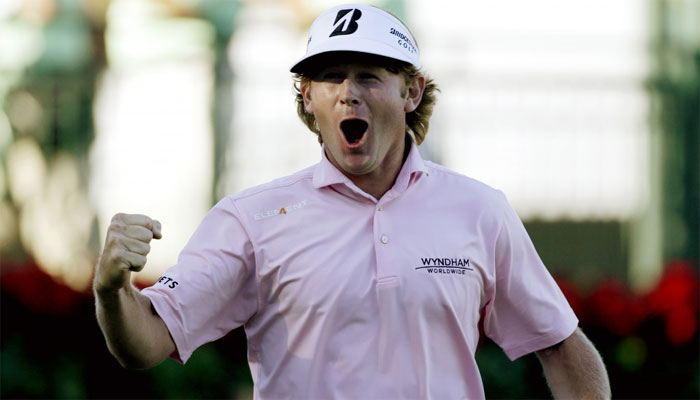
برانت سنِکِدر برنده در سال ۲۰۱۲

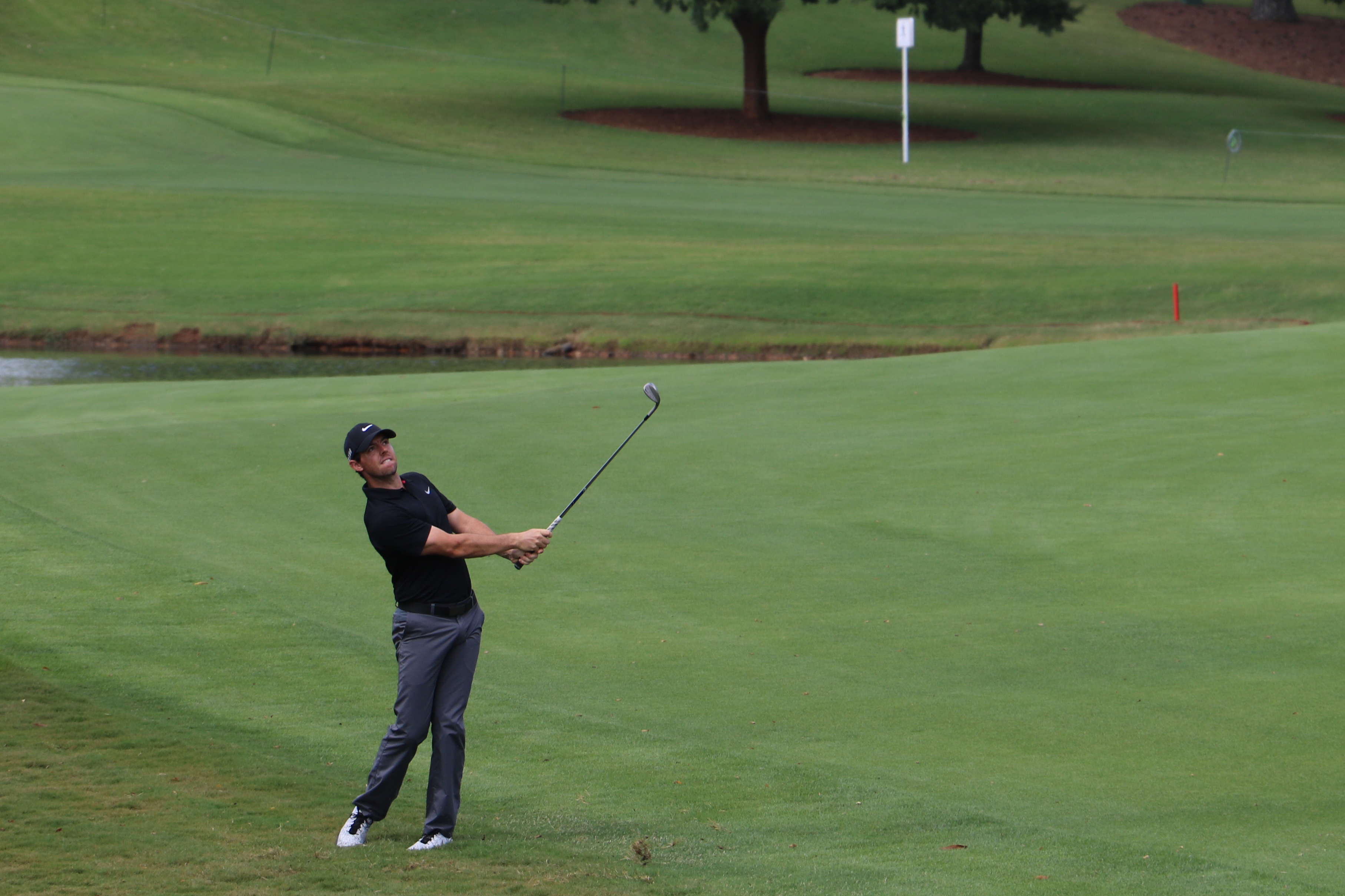
سوری مکل‌روی در طول تمرین سال۲۰۱۵

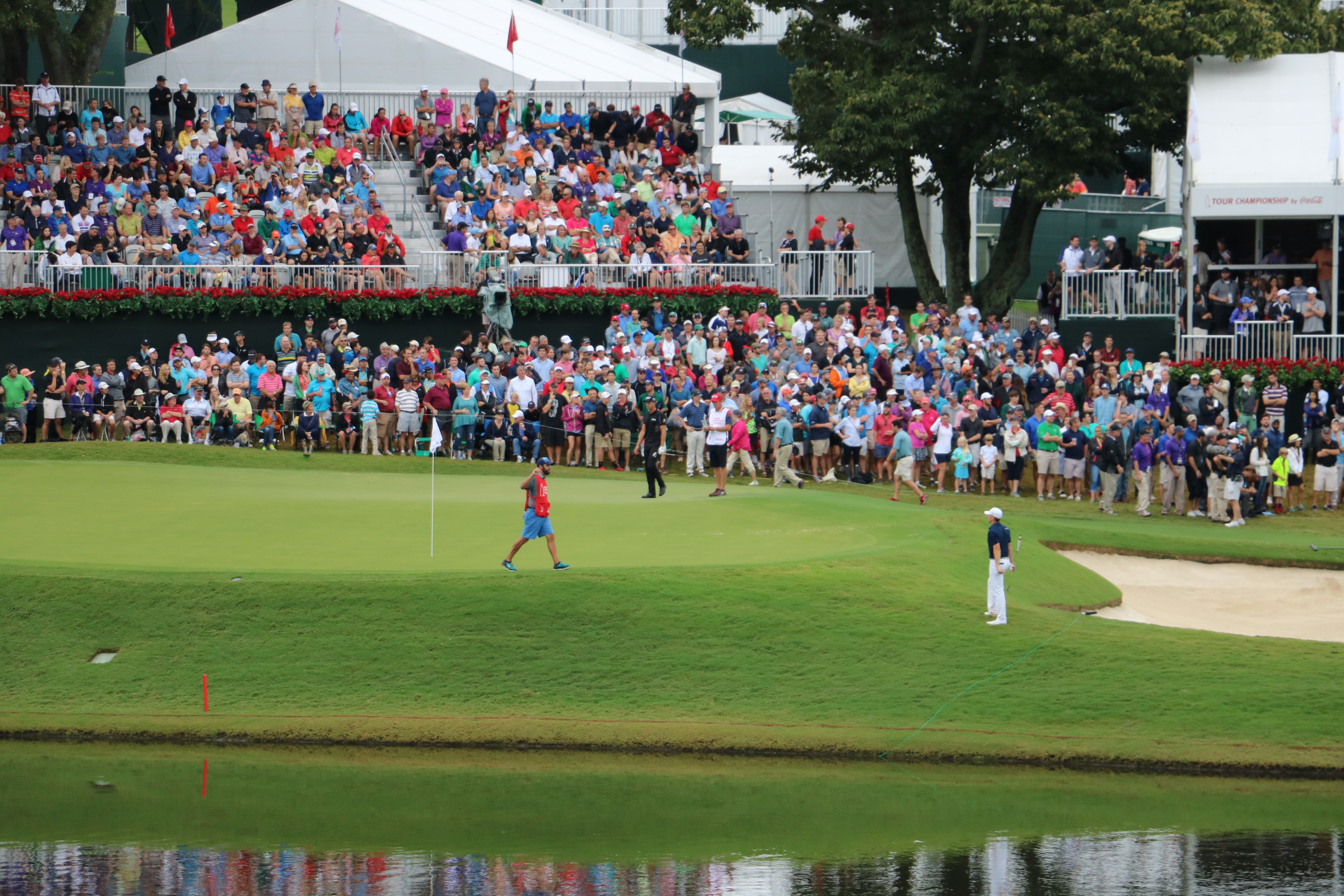
جوردن اسپیت و هنریک استنسون در سال۲۰۱۵

در سال ۲۰۰۷، مسابقات قهرمانی تور از نوامبر به اواسط سپتامبر منتقل شد و در آنجا به چهار مرحله مسابقات جام حذفی FedEx پایان داد.
مانند سال‌های گذشته، ۳۰ بازیکن جواز حضور در این مسابقات را داشتند اما اساس صلاحیت دیگر جایزه نیست. در عوض، امتیازات جام فدکس(FedEx cub) در فصلPGATour منظم جمع‌آوری شد، سپس در طی سه رویداد پلی آف شرکت کنندگان را تعیین کرد.
از سال ۲۰۰۹، تعیین و اعطای امتیاز اطمینان حاصل کرد، که هر ۵ رهبر برتر امتیاز FedEx در جام حضور دارند. تور قهرمانی برنده این مسابقات شد، این بازیکن همچنین جام FedEx را از آن خود می‌کند؛ بنابراین، هنوز برای یک بازیکن امکان قهرمانی در تورنمنت و یک بازیکن دیگر برای کسب جام FedEx وجود دارد.
به عنوان مثال، تایگر وودز قهرمان تورنمنت ۲۰۱۸شد اما در جام FedEx دوم شد، در حالی که جاستین رز با وجود اتمام مسابقات تورنمنت به مقام چهارم، جامFedEx را فتح کرد، زیرا وودز در مجموع ۲۰ ام در مسابقات قهرمانی تور شرکت کرد در حالی که رز در رده دوم قرار گرفت.